# Surfin’ U.S.A. (Lied)
Surfin’ U.S.A. ist ein Surfrock-Song der Beach Boys aus dem Album Surfin’ U.S.A., dessen Melodie von Chuck Berry geschrieben wurde. Er wurde im März 1963 als Single veröffentlicht. Das Stück erreichte Platz 3 in den amerikanischen Billboard-Charts. Die Hauptstimme in diesem Lied singt Mike Love.
1984 erschien eine deutsche Coverversion "Surfen auf'm Baggersee" der Band Die Strandjungs.

## Die Surfplätze
In der Zeit um 1963 war Brian Wilson mit Judy Bowles liiert. Ihr jüngerer Bruder Jimmy Bowles war ein leidenschaftlicher Surfer. Wilson dachte darüber nach, einen Surfsong zu schreiben und dabei alle bekannten Surfplätze darin zu benennen. „Ich habe Jimmy darum gebeten, mir eine Liste mit allen Plätzen zu erstellen, die ihm einfielen. Und bei Gott, er vergaß nicht einen einzigen“.
Die meisten dieser Plätze bezogen sich auf Kalifornien, zwei sind auf Hawaii und einer in Australien:
- „Del Mar“ – Del Mar, San Diego County, Kalifornien
- „Ventura County Line“ – Ventura County, Kalifornien
- „Santa Cruz“ – Santa Cruz, Santa Cruz County, Kalifornien
- „Trestles“ – San Onofre State Park, San Diego County, Kalifornien
- „Australia’s Narrabeen“ – Narrabeen, New South Wales
- „Manhattan“ – Manhattan Beach, Los Angeles County, Kalifornien
- „Doheny“ – Doheny Beach, Dana Point, Orange County, Kalifornien
- „Haggerty’s“ – Haggerty’s, Torrance, Los Angeles County, Kalifornien
- „Swami’s“ – Swami’s Beach, Encinitas, San Diego County, Kalifornien
- „Pacific Palisades“ – Pacific Palisades, Los Angeles County, Kalifornien
- „San Onofre“ – San Onofre State Park, San Diego County, Kalifornien
- „Sunset“ – Sunset Beach, Orange County, Kalifornien
- „Redondo Beach“ – Redondo Beach, Los Angeles County, Kalifornien
- „LA“ – Los Angeles, Los Angeles County, Kalifornien
- „La Jolla“ – La Jolla, San Diego County, Kalifornien
- „Waimea Bay“ – Waimea Bay, Hawaii

## Single-Veröffentlichungen
Das Lied wurde im März 1963 in den USA von Capitol Records als Single veröffentlicht. Das Stück erreichte Platz 3 in den Charts und wurde somit zum ersten Top-10-Erfolg der Beach Boys. Die B-Seite Shut Down erreichte Platz 23.
In Schweden, Kanada und Australien erreichte der Song ebenfalls die Top 10. In England, wo die Beach Boys zu jener Zeit noch gänzlich unbekannt waren, erreichten sie Rang 34. Das Stück wurde 1974 erneut veröffentlicht und erreichte Platz 36 der Hitparade.

## Musiker während der Aufnahmesession
- Mike Love: Gesang
- Carl Wilson: Gitarre, Gesang
- David Marks: Gitarre
- Brian Wilson: Bass, Orgel, Gesang; Produzent
- Dennis Wilson: Gesang, Schlagzeug

Die Aufnahme erfolgte in den Western Studios in Los Angeles.
Hal Blaine behauptet in seiner Biographie, dass er das Schlagzeug auf Surfin’ U.S.A. gespielt habe. Dies ist insofern nicht möglich, als Blaine erst im Juni 1963 von Brian Wilson als Studioschlagzeuger engagiert wurde. Auch Frank DeVito stellte fest, er habe das Schlagzeug gespielt und habe dafür die tariflich festgelegte Gage von $ 57 erhalten. Das Aufnahmeprotokoll weist allerdings Dennis Wilson als Schlagzeuger aus.

## Copyright-Streit mit Chuck Berry
Nachdem das Lied zum Hit geworden war, meldeten sich Chuck Berrys Anwälte. Berry beanstandete, dass Surfin’ U.S.A. dieselbe Melodie hätte wie sein Hit Sweet Little Sixteen. Die Anwälte gingen von einem unbewussten Plagiat Wilsons aus. Wilson fand viele Argumente dagegen und war der Meinung, einen völlig eigenständigen Song geschrieben zu haben. Als Berry ihn aber des Diebstahls der Melodie bezichtigte, gab Brian Wilsons Vater und Manager Murry Wilson das gesamte Copyright an Chuck Berry ab, ohne seinen Sohn darüber zu informieren. Er übertrug ihm sogar die Rechte am Text, der nicht von Berry stammte.
Erst zu Beginn der 1990er-Jahre, als Brian Wilson einige Prozesse führen musste, um seine Vergangenheit juristisch aufzuarbeiten, war auch jener Song ein Thema. Wilson erhielt im Zuge dieses Prozesses die Hälfte des Credits wieder zurück, weswegen es nun den fiktiven Credit Brian Wilson/Chuck Berry gibt.
Carl Wilson gab Jahre später in einem Interview bekannt, dass die Band Chuck Berry einmal in Kopenhagen getroffen hatte. Bei dieser Gelegenheit hatte Berry erklärt, dass er Surfin’ U.S.A. sehr mochte. Während eines Interviews für die BBC-Dokumentation Wouldn’t It Be Nice behauptete Mike Love, er habe den Text zu diesem Lied geschrieben, was von den anderen Bandmitgliedern bestritten wurde.